# Josef Weber (Politiker, 1935)

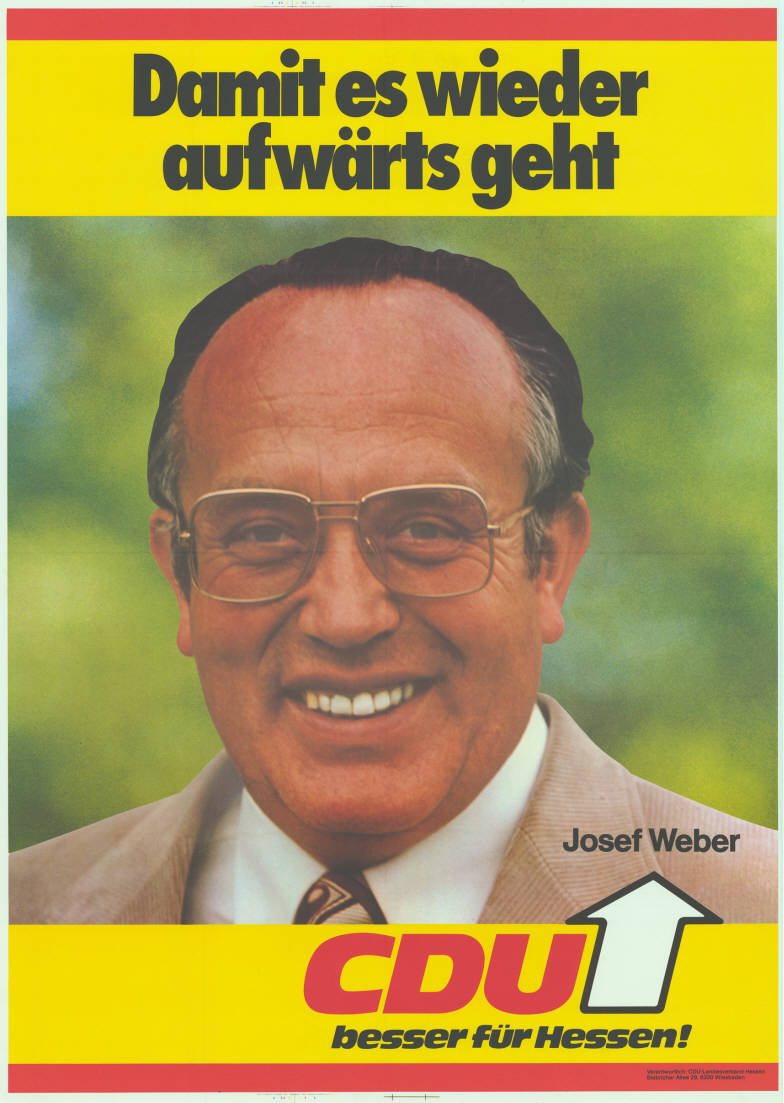
Josef Weber auf einem Wahlplakat zur Landtagswahl 1982

Josef Weber (* 5. August 1935 in Burghaun) ist ein deutscher Polizeibeamter und Politiker (CDU).

## Leben und Beruf
Nach dem Besuch der Volksschule absolvierte Weber eine Ausbildung zum Tischler und arbeitete anschließend in diesem Beruf. Er trat 1955 in den hessischen Polizeidienst ein und wurde später zum Polizeiobermeister befördert. Nach seiner Wahl in den hessischen Landtag schied er aus dem Polizeidienst aus.

## Partei
Weber war seit 1962 Mitglied der CDU. Im Jahr 2007 erklärte er jedoch seinen Austritt aus der Partei, nachdem es schon 2003 während der Affäre um Martin Hohmann durch sein Eintreten für diesen zu Differenzen mit seiner Partei kam. 2005 hatte er den während dieser Periode als unabhängig angetretenen Hohmann gegen den CDU-Kandidaten unterstützt.

## Abgeordneter
Weber war seit 1964 Ratsmitglied der Gemeinde Burghaun und dort Vorsitzender der CDU-Fraktion. Er zog 1968 in den Kreistag des Kreises Hünfeld ein, wurde 1972 Kreistagsmitglied des Kreises Fulda und dort 1972 zum Vorsitzenden der CDU-Fraktion gewählt. Von 1970 bis 1995 war er Mitglied des Hessischen Landtags.

## Ehrungen
1988 wurde Weber mit dem Bundesverdienstkreuz I. Klasse ausgezeichnet.